# Utricularia brachiata
Utricularia brachiata este o specie de plante carnivore din genul Utricularia, familia Lentibulariaceae, ordinul Lamiales. A fost descrisă pentru prima dată de R. Wight, și a primit numele actual de la Oliver. Conform Catalogue of Life specia Utricularia brachiata nu are subspecii cunoscute.